# Moti Varnol (stato)
Lo Stato di Moti Varnol (detto anche Stato di Varnoli Moti) fu uno stato principesco del subcontinente indiano, avente per capitale la città di Varnoli Moti.

## Storia
Lo Stato di Moti Varnol era uno stato parte dei Pandu Mehwas, sotto l'Agenzia di Rewa Kantha. Esso venne retto da capi Rajput e comprendeva un singolo villaggio. Su una superficie di 5,17 km², aveva una popolazione di 168 abitanti (nel 1901) e produceva una rendita annua di 409 rupie (in gran parte dalla terra agricola), di cui 78 venivano pagate allo Stato di Baroda di cui Moti Varnol era tributario.